# Vikariat (orthodox)
Das Vikariat (russisch Викариа́тство) ist ein administrativ-territorialer Teilbereich einer Eparchie in den meisten orthodoxen Kirchen mit byzantinischem Ritus (russisch-orthodoxe Kirche u. a.). Höchster Amtsträger ist ein Vikarbischof (vgl. Bischofsvikar).
Das Vikariat untersteht der Jurisdiktion der übergeordneten Eparchie. Vikariate werden in der Regel für die Betreuung von Gläubigen einer bestimmten Sprache oder Nationalität zum Beispiel in der Diaspora eingerichtet.